# Bloop

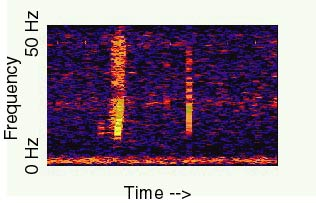
Спектрограмма «Bloop»

«Bloop» (с англ. — «Бульк») — сверхнизкочастотный подводный звук с высокой амплитудой, обнаруженный Национальным управлением океанических и атмосферных исследований США (NOAA) в 1997 году. К 2012 году более ранние предположения о том, что звук исходит от морского животного, были заменены описанием NOAA звука как соответствующего шумам, возникающим в результате нетектонических криосейсмических процессов, возникающих в результате ледниковых движений, таких как отёл льда, или в результате выдалбливания дна льдом.

## Звуковой профиль
Источник звука был приблизительно локализован в точке с координатами 50° южной широты и 100° западной долготы, в удалённой точке южной части Тихого океана к западу от южной оконечности Южной Америки. Звук был зафиксирован автономной гидрофонной системой Equatorial Pacific Ocean, которая в основном используется для мониторинга подводной сейсмичности, ледового шума, а также популяции и миграции морских млекопитающих:284. Это автономная система, разработанная и созданная Тихоокеанской лабораторией окружающей среды NOAA (PMEL) для расширения возможностей NOAA по использованию системы звукового наблюдения ВМС США (SOSUS), которая изначально была разработана для обнаружения советских подводных лодок:255–256.

## Криосейсмическое происхождение звука
Программа NOAA Vents связала этот звук с крупным криосейсмом (также известным как «ледяное землетрясение»). Спектрограммы многочисленных «ледяных землетрясений» схожи со спектрограммой «Bloop», как и амплитуда, необходимая для их обнаружения, несмотря на расстояние, превышающее 5000 км (3000 миль). Это было обнаружено во время отслеживания айсберга A53a, который разрушился возле острова Южная Георгия в начале 2008 года. Айсберг (или айсберги), вызвавшие этот звук, скорее всего, находились между проливом Брансфилд и морем Росса или, возможно, у мыса Адэр, известного источника криогенных сигналов. Звуки, вызванные ледниковыми толчками, легко улавливаются гидрофонами, поскольку морская вода, являясь отличным звукопроводящим материалом, позволяет звукам, возникающим в результате ледовых явлений, распространяться на большие расстояния.

### Отёл льда

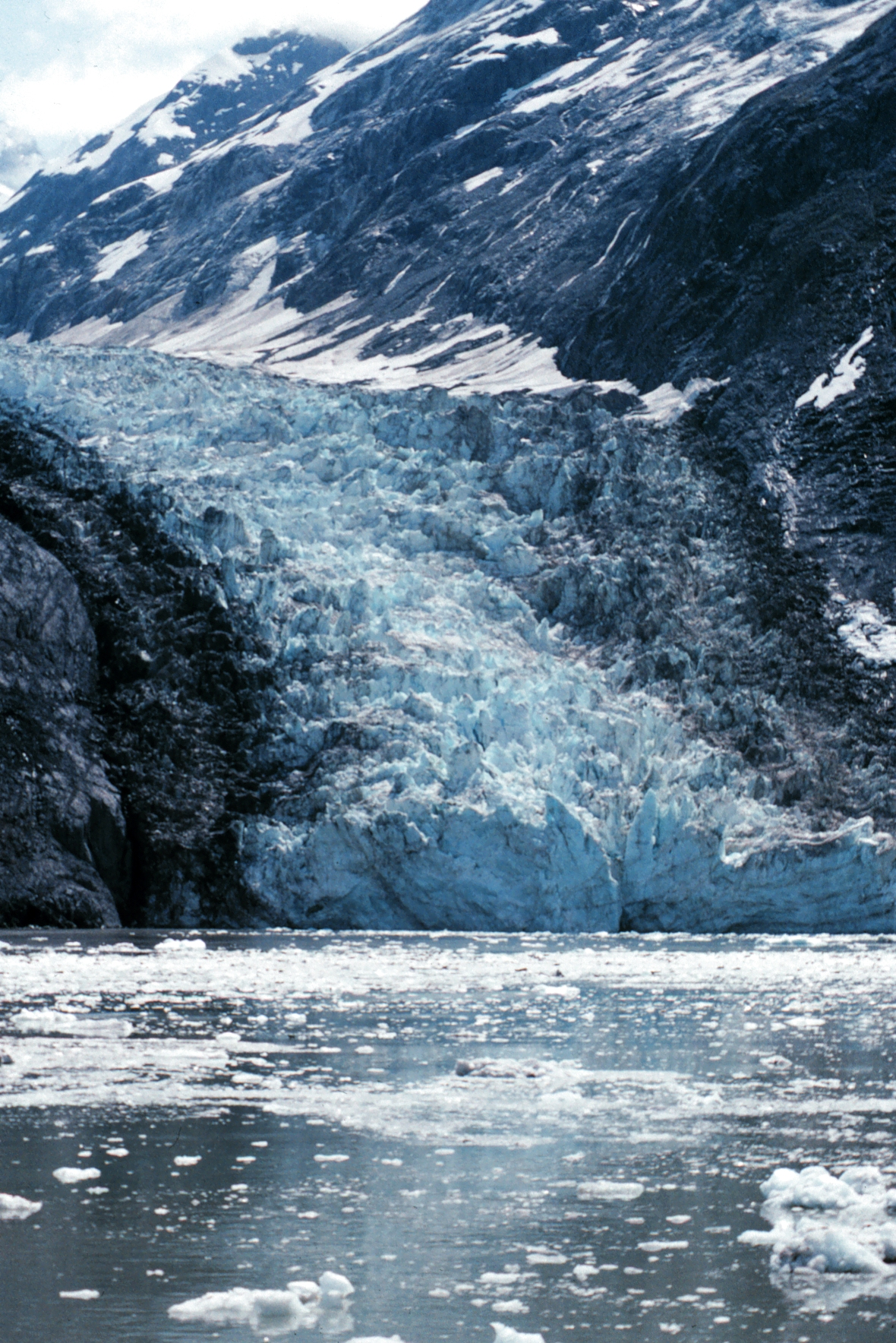
Ледниковый залив, отёл на леднике

При отёле льда возникают колебания, вызванные движением источника звука. Землетрясения, вызванные разрушением и движением больших ледяных масс, могут вызывать мощные низкочастотные звуки, которые распространяются в воде на огромные расстояния. Этот механизм может объяснить широкий диапазон обнаружения «Bloop» и его характерную акустическую сигнатуру. Как объясняет океанограф Юнбо Се, изменение формы волны, вызванное обнаруженным звуком, «также может быть вызвано так называемыми угловыми частотно-зависимыми характеристиками излучения, связанными с антисимметричным движением ледяного покрова».

### Скрежет и образование торосов на ледяной поверхности
Два процесса, известные как трение и образование гребней, вызывают акустические колебания, похожие на те, что возникают при откалывании льда. При трении две или более уплотнённых ледяных глыб прижимаются друг к другу, вызывая деформацию сдвига на их краях и порождая горизонтально поляризованные сдвиговые волны, то есть S-волны. Образование гребней происходит, когда лёд изгибается или скользит по гребням. По словам Се, оба события будут сопровождаться звуком в процессе разрушения (разлома) льдины: 

Волновое уравнение, возникающее в результате деформации сдвига, будет определяться в ледяной глыбе с учётом эффекта трения, связанного с глыбой через её границу со смежным льдом, в то время как деформация (деформации) напластования, выявленная в результате этого события, указывает на то, что процесс разрушения связан с процессом сжатия, который герметизирует воздушные или пустые промежутки между ледяными глыбами. Акустические сигналы, испускаемые в результате этого процесса разрушения, аналогичны сигналам, испускаемым при схлопывании воздушного пузыря в жидкости.

## Животное происхождение звука
Кристофер Фокс из NOAA в интервью CNN в 2001 году заявил, что, по его мнению, «Bloop» — это айсберг, откалывающийся от Антарктиды.
В 2002 году Дэвид Уолман взял у Фокса интервью для статьи в журнале New Scientist, в которой тот заявил, что не верит в его искусственное происхождение, например, от подводной лодки или бомбы. Фокс также заявил, что, хотя звуковой профиль «Bloop» действительно похож на звуки, издаваемые живым существом, источник звука остаётся загадкой, поскольку он «намного мощнее, чем звуки, издаваемые любым животным на Земле». В своей статье Уолман сообщил следующее:

Фокс предполагает, что звук, получивший название «Bloop», с наибольшей вероятностью (из всех записанных неопознанных звуков) исходит от какого-то животного, потому что его отличительной чертой является быстрая смена частоты, похожая на ту, что характерна для звуков, издаваемых морскими животными. Однако есть одно важное отличие: в 1997 году «Bloop» был зафиксирован датчиками на расстоянии до 4800 км (3000 миль). Это означает, что он должен быть намного громче, чем любой китовый звук или любой другой звук, издаваемый животным. Возможно ли, что в океанских глубинах скрывается существо, которое больше любого кита? Или, что более вероятно, что-то, что гораздо эффективнее издаёт звуки?

По словам автора Филипа Хэйворда, предположения Уолмана «усилили „догадку“ Фокса и — благодаря использованию слова „вероятно“ — открыли путь для последующих рассуждений о том, чем может быть такая „эффективная“ шумящая сущность. За последнее десятилетие большинство учёных пришли к выводу, что шум возникает в результате процессов разрушения льда».